# Apolpium ecuadorense
Apolpium ecuadorense es una especie de arácnido del orden Pseudoscorpionida de la familia Olpiidae.

## Distribución geográfica
Se encuentra en Ecuador y Brasil.